# Réserve naturelle de Frugga
La réserve naturelle de Frugga est une réserve naturelle norvégienne est située dans la municipalité de Bø dans le comté de Nordland.

## Description
La réserve naturelle se trouve sur l'îlot de Frugga, à 1,5 km au nord de Hovden sur le côté ouest de l'île de Langøya, et plusieurs autres récifs. 
Elle couvre une superficie de 1,029 km2, dont 0,752 km2 en zone maritime. La zone est protégée pour assurer un lieu de nidification important pour le macareux moine et d'autres espèces d'oiseaux marins.